# North Berwick Law
Der North Berwick Law liegt am südlichen Rand der kleinen schottischen Hafenstadt North Berwick in der Region East Lothian am Südufer des Firth of Forth. Es handelt sich um einen 187 Meter hohen Vulkankegel aus Basalt, Rest eines vor 335 Millionen Jahren aktiven Vulkans, der später durch die Gletscher der Kaltzeit überformt wurde und seine heutige längliche Gestalt erhielt. Law ist das schottische Wort für derartige Vulkankegel, wie man sie zum Beispiel auch in Dundee findet.
Zu Füßen des Law liegt ein Parkplatz, und der Berg ist mit Wanderwegen gut erschlossen. Der Gipfel wurde bis vor kurzem durch einen Bogen aus zwei Walkiefern markiert, die dort seit 1933 standen. Im Jahr 2005 waren sie allerdings so zerfallen, dass sie zusammenbrachen und die Reste per Hubschrauber abtransportiert wurden. Nach einer anonymen Spende im Jahr 2007 wurde im darauffolgenden Jahr eine Replik der Knochen installiert. 
Auf dem Gipfel finden sich auch die Ruinen einiger Gebäude, die zur Zeit der Napoleonischen Kriege als Aussichtspunkt benutzt wurden. Von dort hat man einen Blick über den Firth of Forth, auf Edinburgh und weit hinein nach Fife.

## Galerie

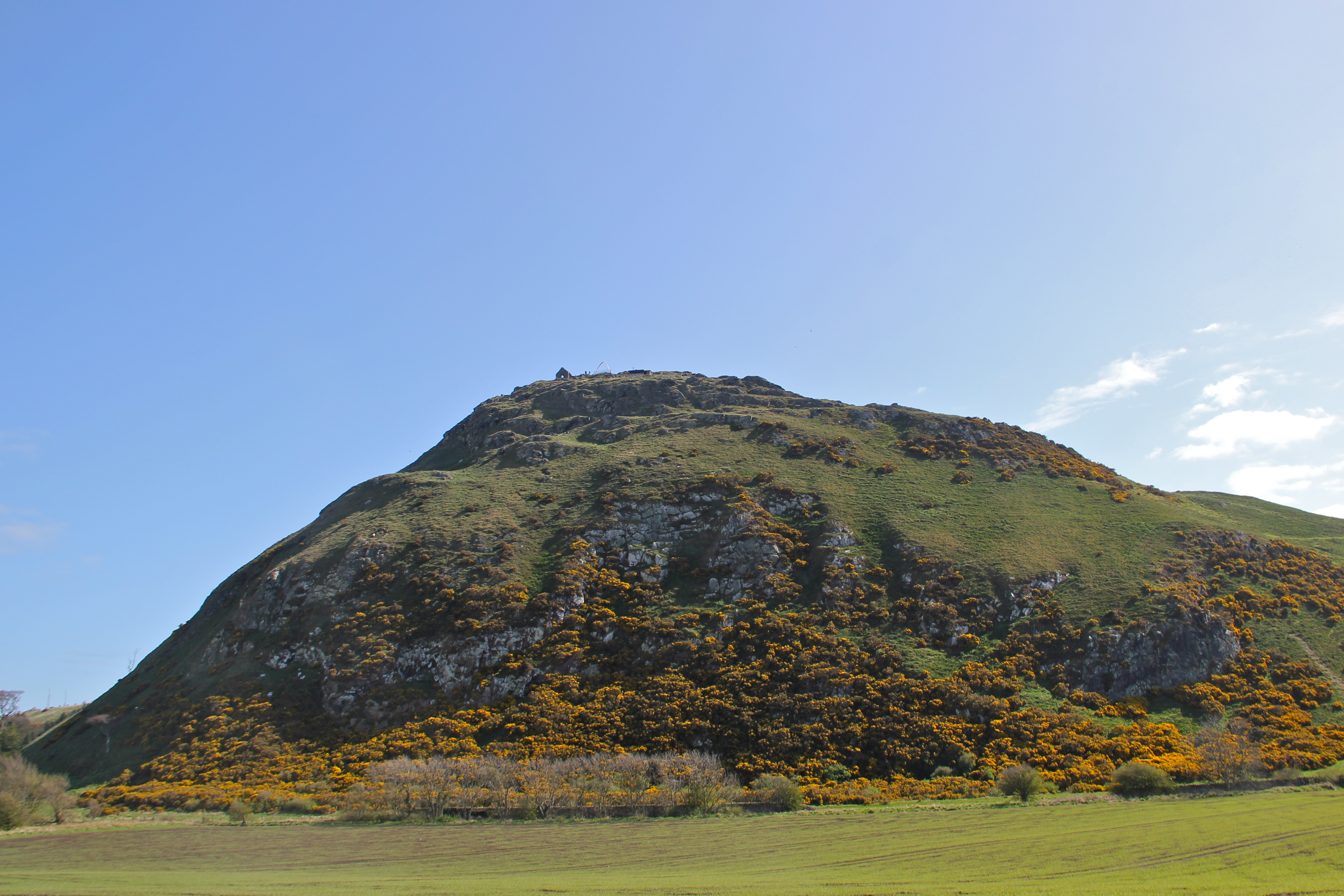
North Berwick Law, North Berwick, East Lothian
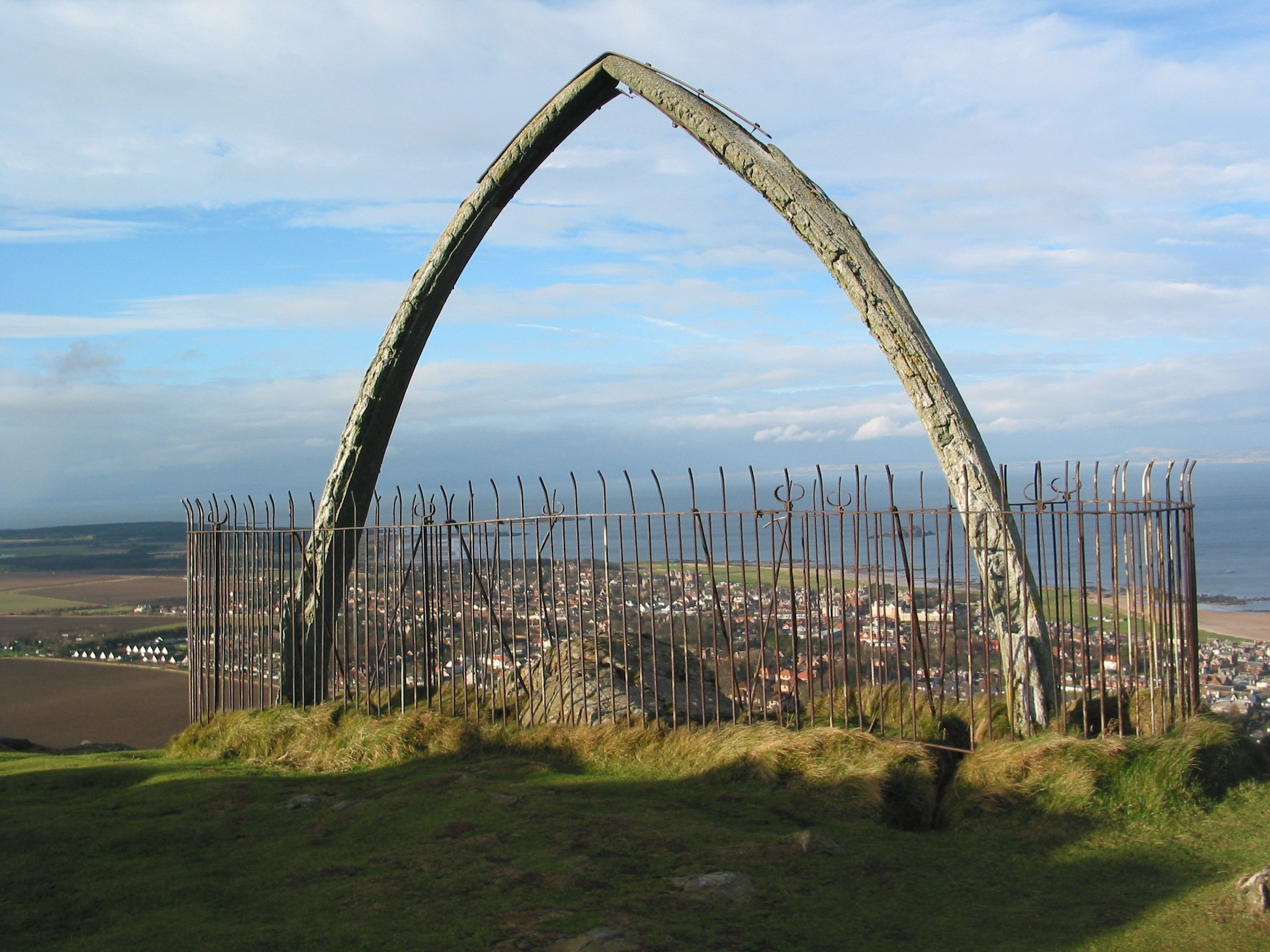
Die Walknochen auf dem Gipfel des Berwick Law im Jahr 2005
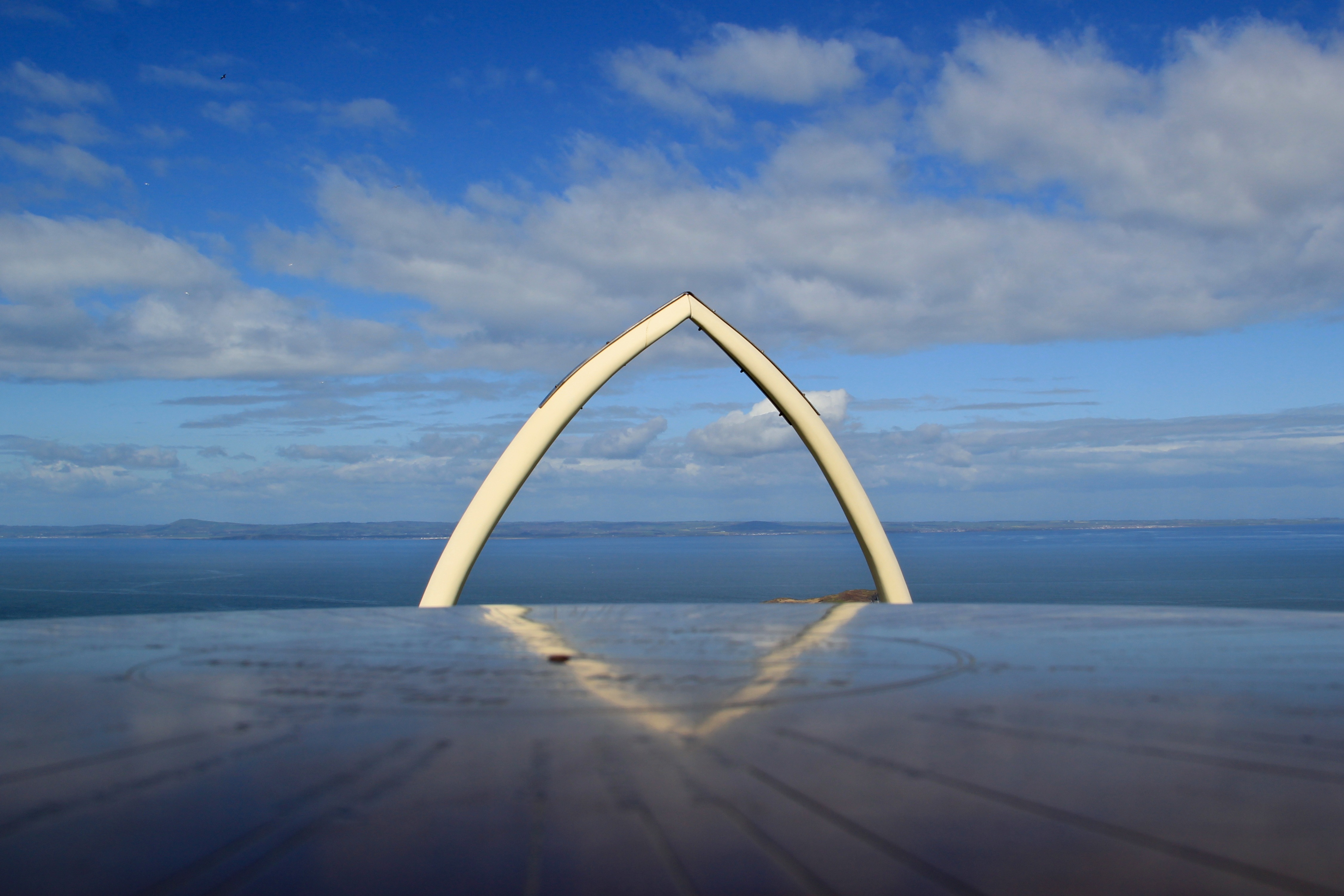
Eine Replica der original Knochen im Jahr 2012
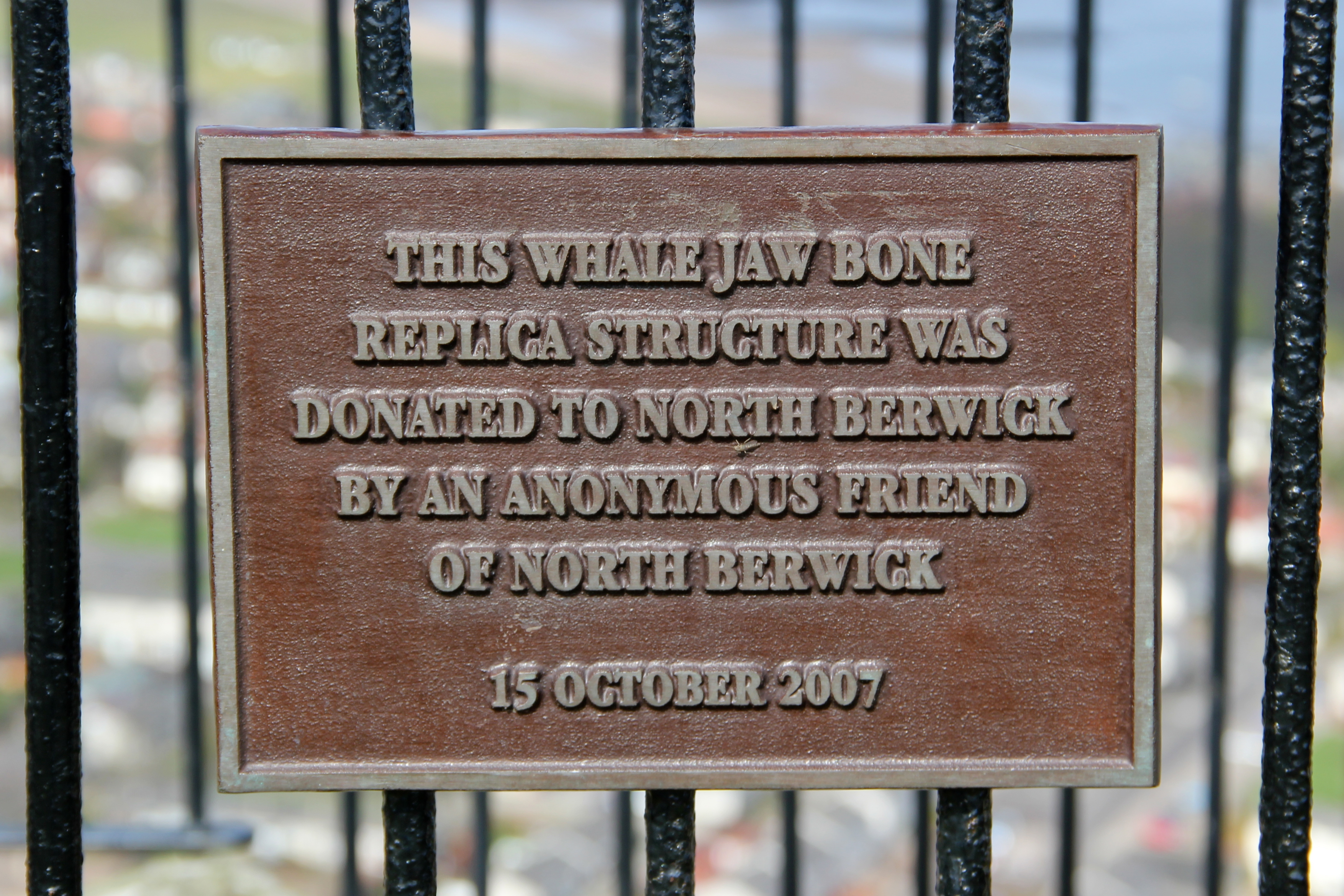
Eine anonyme Spende ermöglichte den Wiederaufbau des Wahrzeichens